# Fernando Lugo
Fernando Armindo Lugo Ménde, född 30 maj 1951 i San Solano, Itapúa, är en paraguayansk före detta biskop som var Paraguays president från den 15 augusti 2008 till den 22 juni 2012. Han avsattes i vad som beskrivs som en kupp. Stora sammandrabbningar på gatorna i Asunción följde och protester från andra latinamerikanska länder har strömmat in. Federico Franco, som agerar interimspresident, erkänns inte av exempelvis Venezuela, Argentina och Chile.

## Biografi
Fernando Lugo prästvigdes 1977 till missionsorden Societas Verbi Divini, och var därefter missionär i Paraguay i fem år; 1992 blev han sin ordens general. 1994 vigdes han till biskop av ärkebiskop José Sebastián Laboa Gallego, och tilldelades stiftet San Pedro. Som biskop kom han i nära kontakt med de fattiga. I december 2006 avgick han från prästämbetet; Paraguays konstitution tillåter inte politiker att vara ministrar från något trossamfund, och han ville i stället ägna sig åt att lösa den ekonomiska krisen i landet.
Lugo, som är befrielseteolog, ansökte om att få bli lekman för att ägna sig åt politik, vilket Vatikanen inte kunde acceptera. Lugo blev istället 2006 suspenderad a divinis från sitt ämbete som präst. I juli 2008 ändrade Vatikanen sitt beslut och Benedikt XVI accepterade Lugos begäran att lämna prästämbetet. Lugo leder Patriotiska förändringsalliansen och är vald till president i Paraguay för en ämbetsperiod av fem år. Han är inte gift, men har haft en 10-årig relation med en 26-årig kvinna, vilket medförde att han är far till en pojke, född 2007. Lugo har 2009 utpekats som far till ytterligare två barn. Även dessa barn ska ha avlats under Lugos tid som romersk-katolsk biskop. Dessa anklagelser har senare visat sig vara ogrundade.

## Politik
Bland de mer noterbara reformerna under Fernando Lugos presidentperiod kan nämnas införandet av fri hälsovård samt omförhandling av avtalet rörande Itaipu-dammen med Brasilien vilket bland annat innebär att Paraguay royalties för elförsäljningen ökar från 120 miljoner USD per år till 360 miljoner USD.